# Dorceau
Dorceau település Franciaországban, Orne megyében. Lakosainak száma 386 fő (2013). Dorceau Saint-Germain-des-Grois, Bretoncelles, Moutiers-au-Perche és Rémalard en Perche községekkel határos.

## Népesség
A település népességének változása:
| Lakosok száma | 362  | 336  | 321  | 313  | 345  | 383  | 413  | 386  |
|               | 1962 | 1968 | 1975 | 1982 | 1990 | 1999 | 2008 | 2013 |